# Сан-Себаштіан-да-Педрейра
Сан-Себаштіан-да-Педрейра (порт. São Sebastião da Pedreira; МФА: [ˈsɐ̃w sɨ.bɐʃ.ti.ˈɐ̃w dɐ pɨ.ˈdɾɐj.ɾɐ]) — парафія в Португалії, у муніципалітеті Лісабон. Розташована в західній частині країни, на теренах історичної португальської провінції Ештремадура. Входить до складу округу Лісабон. За адміністративним поділом, чинним до 1976 року, терени парафії були складовою провінції Ештремадура. Належить до Лісабонського патріархату Католицької церкви. Патрон — святий Севастіан. Площа — 1,0832 км². Населення — 6342 ос. (2011). Сильно урбанізований регіон. Густота населення — 5854,87 осіб/км²
. Код — 110650.

## Географія

Райони Лісабона
Зони Лісабона

## Населення
| Кількість мешканців | Кількість мешканців | Кількість мешканців | Кількість мешканців | Кількість мешканців | Кількість мешканців | Кількість мешканців | Кількість мешканців | Кількість мешканців | Кількість мешканців | Кількість мешканців | Кількість мешканців | Кількість мешканців | Кількість мешканців | Кількість мешканців |
| ------------------- | ------------------- | ------------------- | ------------------- | ------------------- | ------------------- | ------------------- | ------------------- | ------------------- | ------------------- | ------------------- | ------------------- | ------------------- | ------------------- | ------------------- |
| 1864                | 1878                | 1890                | 1900                | 1911                | 1920                | 1930                | 1940                | 1950                | 1960                | 1970                | 1981                | 1991                | 2001                | 2011                |
| 3 662               | 4 928               | 7 819               | 11 907              | 22 675              | 38 829              | 61 088              | 78 838              | 86 584              | 17 259              | 13 514              | 11 904              | 7 842               | 5 871               | 6 342               |